# Avra Theodoropoulou
Avra Theodoropoulou (en griego: Αύρα Θεοδωροπούλου) (Edirne, 3 de noviembre de 1880 - Atenas, 20 de enero de 1963) fue profesora de música griega, pianista, sufragista y activista por los derechos de la mujer. Fundó la Liga por los Derechos de la Mujer en 1920 y fue su presidenta de 1920 a 1957.

## Biografía
Avra Drakopoulou nació el 3 de noviembre de 1880 en Edirne (Imperio Otomano), hija de Eleni y Aristomenis Drakopoulos, que era cónsul oficial de Grecia en Turquía Su hermana, Theone Drakopoulou era una conocida poeta y actriz.Durante su infancia, la familia estuvo destinada en Turquía y luego en Creta, antes de establecerse en Atenas.
Al terminar el bachillerato, Drakopoulou aprendió inglés, francés y alemán y participó como enfermera voluntaria durante la  Guerra Greco-Turca de 1897 . En 1900 se graduó en el Conservatorio de Atenas y ese mismo año conoció a Spyros Theodoropoulos, que se convertiría en político y escritor, utilizando el seudónimo de Agis Theros. 
Se casaron en 1906, tras superar las objeciones de su padre al matrimonio.

## Trayectoria profesional
En 1910 comenzó a enseñar historia de la música y piano en el conservatorio. Durante esta primera época, buscando diferentes métodos para expresarse, Theodoropoulous escribió al menos dos obras de teatro.  
Una, titulada El azar o la voluntad (griego: Τύχην ή θέλησιν) (1906), que no se representó por ser semiautobiográfica, y Chispas que se extinguen (griego: Σπίθες που σβήνουν), que fue representada en 1912 por Marika Kotopouli.
En 1911, participó en la creación de la Escuela Dominical para Mujeres Trabajadoras (en griego: Κυριακάτικο Σχολείο Εργατριών) (KSE), una organización que reivindicaba por primera vez la educación de las mujeres como un derecho. Durante la Guerra de los Balcanes (1912-13), volvió a ser voluntaria como enfermera y fue honrada por su participación con la con varias medallas.  
En 1918, Theodoropoulous fue una de las fundadoras de Hermana del Soldado (en griego: Αδελφή του Στρατιώτη), una asociación creada para abordar los problemas sociales causados por la guerra y dar a las mujeres un medio activo para participar cívicamente. El objetivo de la organización era otorgar a las mujeres derechos cívicos y políticos. Al año siguiente, dejó el Conservatorio de Atenas y comenzó a dar clases en el Conservatorio Helénico . En 1920, Theodoropoulous, junto con Agni Roussopoulos, María Svolou y otras feministas, establecieron la Liga por los Derechos de la Mujer (en griego: Σύνδεσμος για τα Δικαιώματα της Γυναίκας   ) y buscaron una asociación con la Alianza Internacional por el Sufragio Femenino (International Women Suffrage Alliance-IWSA) para promover sus demandas de igualdad. Desde el principio, la organización fue una de las más dinámicas de las organizaciones feministas griegas
En 1920, presentó una resolución al gobierno griego en nombre de la asociación exigiendo que se abordaran las desigualdades legales que impedían a las mujeres votar. Al año siguiente, se convirtió en presidenta de la Liga y lo seguiría siendo hasta 1958, excepto durante la guerra, cuando la organización fue prohibida.
La KSE dejó de funcionar en 1922 y Theodoropoulous dirigió su atención hacia el Servicio de Supervisión y el Albergue Nacional (en griego: Εθνική Στέγη), ambas organizaciones destinadas a ayudar a los refugiados de la Guerra Greco-Turca. Al final del conflicto, Grecia se vio inundada de refugiados y el Servicio de Supervisión de la Liga proporcionó voluntarios en cincuenta asentamientos para prestar ayuda. El Albergue Nacional era un orfanato que podía albergar hasta 85 niñas.  
En 1923, Theodoropoulous lanzó la revista de la Liga de la Lucha de la Mujer (en griego: Ο Αγώνας της Γυναίκας) y participó en la 9ª conferencia de la IWSA celebrada en Roma. Se convirtió en miembro de la junta directiva de la IWSA y ejerció hasta 1935 y, a partir de los contactos que hizo en la conferencia, estableció la Pequeña Entente de Mujeres (en griego: Μικρή Αντάντ Γυναικών) (LEW) que se reunió en Bucarest ese mismo año. En esa conferencia, Theodoropoulous fue galardonada con la medalla del rey Alejandro I de Yugoslavia por su trabajo en favor de la paz.
El LEW estaba formado por feministas de Checoslovaquia, Grecia, Polonia, Rumanía y Yugoslavia y ella ayudó a organizar sus conferencias anuales. Theodoropoulous fue presidenta de la LEW griega de 1925 a 1927, tras la presidencia de Alexandrina Cantacuzino. Fue muy activa en este periodo con las conferencias internacionales y obtuvo cierto éxito en su país, cuando en 1930 se permitió a las mujeres griegas con estudios el derecho a elegir funcionarios locales.
En 1936, Theodoropoulou dejó el Conservatorio Helénico y comenzó a dar clases en el Conservatorio Nacional . En 1936, cuando Ioannis Metaxas asumió la dictadura sobre Grecia, suspendió las actividades de la organización de mujeres. Las mujeres canalizaron sus actividades hacia el esfuerzo de resistencia ocupación de Grecia y Theodoropolous, como  había hecho en otros conflictos, se ofreció como enfermera voluntaria.
En 1946, se convirtió en la presidenta de la Federación Panhelénica de Mujeres recién creada (en griego: Πανελλαδική Ομοσπονδία Γυναικών) (POG), que se creó para reunir a todas las organizaciones de mujeres y contrarrestar las posiciones de izquierda y derecha. El POG organizó una conferencia celebrada en mayo de 1946 con 671 delegados reunidos en Atenas, pero a los pocos meses estalló la Guerra Civil y Theodoropoulou dimitió porque sentía que el movimiento de mujeres debería ser apartidista. Fue obligada a firmar un juramento de lealtad en 1948 debido a su relación anterior con los comunistas y la policía secreta guardó expedientes sobre ella y su marido entre 1949 y su muerte, que no fueron destruidos hasta 1989.
Tras el cese del conflicto, Theodoropoulou reanudó su participación en las conferencias de la IWSA, asistiendo a las conferencias celebradas en Ámsterdam (1949), Estocolmo (1951), Nápoles (1952), Colombo (1955), Copenhague (1956) y Atenas (1958).
En 1952, las mujeres griegas finalmente ganaron el derecho a ser participantes con derecho a voto.
Se retiró de la enseñanza en 1957 y de la Liga por los Derechos de la Mujer en 1958.
Durante sus últimos años, trabajó como crítica musical, publicando en periódicos y revistas, y después de la muerte de su esposo en 1961 organizó sus archivos. 
Theodoropoulou murió en Atenas el 20 de enero de 1963.

## Premios y reconocimientos
- Recibió la Medalla de Plata de Andreas Syggros e Iphigeneia Syngros por su habilidad con el piano en 1910[1]

- Medalla Rey Alejandro I de Yugoslavia por su trabajo por la paz.[8]

- Durante la Guerra de los Balcanes (1912–13), volvió a ser voluntaria como enfermera y fue honrada por su participación con la Medalla de la Cruz Roja Helénica, la Medalla de la Reina Olga, la Medalla de la Guerra de los Balcanes y la Medalla del Greco. Guerra búlgara.[3]

## Citas
1. 1 2 3 4 5 6  Boutzouvi, 2006, p. 569.
2. ↑  Wilson, 1991, p. 330.
3. 1 2 3 4 5  Boutzouvi, 2006, p. 570.
4. ↑  Boutzouvi, 2006, pp. 569–570.
5. 1 2 3 4  Boutzouvi, 2006, p. 571.
6. 1 2 3 4  Χατζηϊωάννου, 2015.
7. 1 2  Χατζόπουλος, 2012.
8. 1 2 3 4  Boutzouvi, 2006, p. 572.
9. ↑  Cheşchebec, 2006, p. 89.
10. ↑  Duchen y Bandhauer-Schoffmann, 2010, p. 108.
11. ↑  Duchen y Bandhauer-Schoffmann, 2010, p. 107.
12. 1 2 3  Boutzouvi, 2006, p. 573.
13. ↑  Zirin et al., 2015, p. 165.